# Baudette
La ville américaine de Baudette est le siège du comté du Lake of the Woods, dans l’État du Minnesota. Sa population s’élevait à 1 106 habitants lors du recensement de 2010.

## Démographie
| Groupe            | Baudette | Minnesota | États-Unis |
| ----------------- | -------- | --------- | ---------- |
| Blancs            | 94,4     | 85,3      | 72,4       |
| Métis             | 3,4      | 2,4       | 2,9        |
| Asiatiques        | 0,8      | 4,0       | 4,8        |
| Amérindiens       | 0,7      | 1,1       | 0,9        |
| Afro-Américains   | 0,1      | 5,2       | 12,6       |
| Autres            | 0,5      | 2,0       | 6,4        |
| Total             | 100      | 100       | 100        |
|                   |          |           |            |
| Latino-Américains | 1,8      | 4,7       | 16,7       |

Selon l'American Community Survey, pour la période 2011-2015, 99,71 % de la population âgée de plus de 5 ans déclare parler anglais à la maison, alors que 0,29 % déclare parler une autre langue.

## À noter
Baudette est le siège du comté le plus septentrional des États-Unis, l’Alaska n'étant pas divisé en comtés.